# Rimmerosvět
Rimmerosvět (v anglickém originále Rimmerworld) je pátá epizoda šesté řady (a celkově třicátá pátá) britského kultovního sci-fi seriálu Červený trpaslík. Poprvé byla odvysílána 4. listopadu 1993 na kanálu BBC2.

## Námět
Lister se rozhodne doplnit zásoby z replikantské lodi z předminulé epizody „Pistolníci z Apokalypsy“. Je to nebezpečné, loď je nestabilní a navíc se ukáže, že na palubě jedna replikantka přežila. Rimmer se dostane do pozice, kdy může svým kamarádům pomoci, místo toho však ukáže svou charakteristickou zbabělost a prchne v únikovém modulu. Proletí červí dírou a skončí na planetě, kde během následujících 600 let (v důsledku dilatace času musí tak dlouho čekat na svou záchranu) založí civilizaci složenou výhradně z vlastních klonů.

## Děj epizody
Kryton provede Rimmerovi celkovou zdravotní prohlídku a zjistí, že mu hrozí nervové zhroucení. Proto mu dá čínské koule pro uklidnění.
Posádka Kosmika se dostane do blízkosti replikantské lodě zničené v předminulé epizodě („Pistolníci z Apokalypsy“). Lister přesvědčí ostatní, aby vrak prozkoumali a vzali si z něj zásoby potravin, které se na něm podle scanerů nacházejí. Během rabování je však zaskočí přeživší replikantská důstojnice. Lister se snaží vyjednávat, ale důstojnice je neoblomná. Rimmer, který byl od skupiny oddělen, se dostane do pozice, z níž by mohl replikantku zneškodnit. Lister hovoří s důstojnicí, ale jeho slova jsou určena Rimmerovi. Arnold Jidáš však hledí zachránit především sebe a vrhne se do únikového modulu, jehož start však zahájí rozpad replikantské lodě, důstojnice umírá v troskách a ostatní uniknou pomocí teleportéru, přičemž se na okamžik objeví ve své vlastní minulosti.
Po návratu na palubu Kosmika se s nimi spojí Rimmer a hovoří o svém zbabělém jednání na replikantské lodi jako o "chrabrém únikovém plánu" a dožaduje se návratu na palubu Kosmika. Modul, ve kterém unikl se však vzdaluje příliš rychle, postrádá ovládací prvky a směřuje na nejbližší planetu s atmosférou S3. Podle výpočtů se s ostatními setká až za jeden a půl roku, z čehož je zdrcen.
Navigační systém modulu mezitím objeví bližší planetu ve vzdálenosti pouhých čtyř dnů letu, k níž se ovšem modul dostane červí dírou, přičemž časový posun při průletu touto anomálií způsobí, že Rimmerovo odloučení od ostatních bude trvat šest set let. Tímto je Rimmer naprosto vyveden z rovnováhy. Záhy modul zmizí v červí díře a spojení s Kosmikem se přeruší. Kocour s Listerem by chtěli Arnoldovo zmizení oslavit, ale Kryton jejich nadšení zchladí poznámkou, že z jejich úhlu pohledu se Rimmer vzdálí jen na několik hodin.
Rimmer po příletu na pustou planetu vystřelil dva mechanismy označené jako "ekoakcelerátové rakety", čímž zahájí bouři trvající šest dní a šest nocí, po níž se dosud pustá země zazelená jako rajská zahrada. Rimmer je šťasten, nicméně přece jen postrádá společnost. Pokusí se vytvořit z vlastní DNA svého protějška opačného pohlaví, pokus je však neúspěšný. Rimmer se vrátí ke studiu příruček z modulu, aby to zkusil znovu...
Když na planetu dorazí zbytek posádky Červeného trpaslíka, hemží se již planeta Rimmerovými klony, které původního Rimmera svrhli a uvěznili a zvolili si do svého čela jednoho z klonů jako císaře. K tomuto císaři jsou přivedeni Lister s Krytonem a Kocourem, které zajali císařské stráže jako nebezpečné devianty odchylující se od Vzoru. Po krátkém slyšení jsou odsouzeni k smrti a odvedeni do vězení, kde se setkávají s původním Rimmerem, jenž je dlouhou izolací v podzemní kobce poněkud popleten. Vzápětí trpaslíkovci z planety uniknou pomocí teleportéru, přičemž se omylem objeví ve své blízké budoucnosti. 

Lister se domnívá, že jsou v minulosti a straší proto budoucího Rimmera 557 lety ve vězení na planetě plné jeho klonů. Budoucí Rimmer odvětí nenechávaje se vyvést z klidu:
"Rimmerosvět? Ten už jsme zažili, teď nám dělá mnohem větší starosti ta ošklivá věc, která se stala Listerovi."
Lister si všimne, že ve skupince chybí a chce vědět, kde je. Kryton však již mezitím naťukal do teleportu správné údaje a všichni čtyři se dematerializují.

## Produkce
Epizoda „Rimmerosvět“ byla natáčena společně s epizodou „Pistolníci z Apokalypsy“, aby se využil model replikantské kosmické lodi a aby odpadla nutnost najímat herečku Elizabeth Hickling dvakrát. Původně měla epizoda navazovat přímo na „Pistolníky z Apokalypsy“, ale od tohoto záměru bylo upuštěno. Rimmerosvět zmínil Kocour v třídílné minisérii „Zpátky na Zemi“, kde pronesl: „Tohle je horší než Rimmerosvět“.

## Kulturní odkazy
- Proces terraformace planety z pustiny na svěží zelený svět během 6 dní imituje biblický Příběh stvoření. Rimmer se přirovnává k Adamovi v Rajské zahradě, ačkoli zdánlivě zaměňuje tento příběh s příběhem Tarzana, který se zamiluje do Američanky Jane Porterové.
- Kryton zmíní třicetiletou a stoletou válku, když vysvětluje Rimmerovi, jak dlouho se octne bez pomoci na opačné straně červí díry.

## Poznámka
Tato epizoda se měla ve Velké Británii reprízovat 13. května 1996, ale v ten den došlo k masakru v Dunblane, kde Thomas Hamilton zastřelil 16 dětí a učitelku předtím, než spáchal sebevraždu. V epizodě se pokouší replikantka zabít posádku Červeného trpaslíka, aniž by se obávala vlastní smrti, s ohledem na případ v Dunblane bylo rozhodnuto epizodu nevysílat.